# Самальский язык
Самальский язык — семитский язык, на котором говорили жители Самаль.
Самальский язык в основном известен из трёх надписей, две из которых известны как надписи Panamuwa (KAI 214—215), обнаруженные в конце 19-го века, и третья, известная как надпись Каттумавы, обнаруженная в 2008 году.

## Классификация
Среди семитских языков самальский язык наиболее похож на арамейский. Ранее его часто считали прямым ранним диалектом арамейского языка, возможно, под влиянием ханаанских языков. Однако убедительные доказательства отсутствуют, и самальский язык лучше всего считать независимым членом северо-западной семитской группы или, вместе с надписью из Дейр-Алла, родственной разновидностью арамейского в «арамоидной» или «сирийской» группе.